# Club Deportivo Colunga
El Club Deportivo Colunga es un club de fútbol español, de la localidad de Colunga en Asturias. Fue fundado en 1950 y milita en la Tercera Federación de España. El terreno donde juega los partidos como local es el Campo Municipal de Santianes, con capacidad para aproximadamente 2000 espectadores.

## Historia

### Orígenes del fútbol en Colunga
Los orígenes del fútbol en Colunga datan de principios de los años 30 del siglo XX, ya que por esas fechas ya existía un equipo de fútbol sin federar en la localidad. En 1934 gracias a la iniciativa de los hermanos Carús, Joaquín, Piniella y algunos vecinos del pueblo es cuando se funda el primer Club Deportivo Colunga, que tendría una efímera existencia hasta 1936, justo con el comienzo de la guerra civil española. Por esos años los terrenos de juego utilizados fueron: "El Foyu" y "El Forrote".

### Fundación del club
En el año 1950, por iniciativa del que era alcalde del municipio, Hernán Pérez Cubillas y la de unos cuantos colungueses, compran unos terrenos y se construye el nuevo campo de fútbol de "Santianes". Se inaugura con un encuentro al que acude el Real Oviedo y un combinado de jugadores del Ribadesella Club de Fútbol, Club Deportivo Lealtad de Villaviciosa, Deportiva Piloñesa y jugadores locales. Se celebró el día de la fiesta mayor de Colunga, el domingo de Nuestra Señora de Loreto.
El club tuvo periodos de inactividad a lo largo de su existencia, la mayor parte de ella disputando la categoría más baja del fútbol asturiano, la segunda regional. En la temporada 1992-93, el club se retiró de la competición en la penúltima jornada (cuando iba clasificado decimonoveno) al no disponer de dinero para los desplazamientos ni del número mínimo de jugadores que se precisan para comenzar un partido de fútbol.
En la campaña 2015-16 debuta por primera vez en la máxima categoría en la que hasta el momento ha militado, la tercera división de España. Liga en la que estaría seis años ininterrumpidos.

## Uniforme
El C. D. Colunga viste camisetas de la firma deportiva italiana Legea.
- Uniforme titular: camiseta roja con detalles blancos, pantalón azul y medias rojas.
- Uniforme alternativo: equipación completa en amarillo.

## Estadio
El C. D. Colunga disputa sus partidos como local en el Campo de Fútbol de Santianes con una capacidad estimada para unos 2000 espectadores. Está situado en la localidad de Colunga, capital del concejo homónimo. 

## Trayectoria en competiciones nacionales
- Temporadas en Primera División: 0
- Temporadas en Segunda División: 0
- Temporadas en Primera Federación: 0
- Temporadas en Segunda Federación: 0
- Temporadas en Tercera: 8
- Participaciones en Copa del Rey: 0

## Trayectoria
| Temporada | Nivel | Categoría    | Puesto   | Copa del Rey |
| --------- | ----- | ------------ | -------- | ------------ |
| 1952-53   | 5     | 2.ª Regional | 6.º      |              |
| 1958-59   | 5     | 2.ª Regional | —        |              |
| 1960-61   | 5     | 2.ª Regional | —        |              |
| 1965-1968 |       | No compite   |          |              |
| 1968-69   | 5     | 2.ª Regional | 5.º      |              |
| 1969-70   | 5     | 2.ª Regional | 8.º      |              |
| 1970-71   | 5     | 2.ª Regional | 5.º      |              |
| 1971-72   | 5     | 2.ª Regional | 15.º     |              |
| 1972-73   | 5     | 2.ª Regional | 11.º     |              |
| 1973-74   | 6     | 2.ª Regional | 3.º      |              |
| 1974-75   | 6     | 2.ª Regional | 3.º      |              |
| 1975-76   | 6     | 2.ª Regional | 6.º      |              |
| 1976-77   | 6     | 2.ª Regional | 5.º      |              |
| 1977-78   | 7     | 2.ª Regional | 12.º     |              |
| 1978-1980 |       | No compite   |          |              |
| 1980-81   | 7     | 2.ª Regional | 7.º      |              |
| 1981-82   | 7     | 2.ª Regional | 9.º      |              |
| 1982-83   | 7     | 2.ª Regional | 8.º      |              |
| 1983-84   | 7     | 2.ª Regional | 13.º     |              |
| 1984-85   | 7     | 2.ª Regional | 5.º      |              |
| 1985-86   | 7     | 2.ª Regional | 8.º      |              |
| 1986-87   | 7     | 2.ª Regional | 4.º      |              |
| 1987-88   | 7     | 2.ª Regional | 4.º      |              |
| 1988-89   | 7     | 2.ª Regional | 1.º      |              |
| 1989-90   | 6     | 1.ª Regional | 7.º      |              |
| 1990-91   | 6     | 1.ª Regional | 10.º     |              |
| 1991-92   | 6     | 1.ª Regional | 13.º     |              |
| 1992-93   | 6     | 1.ª Regional | Retirado |              |
| 1993-94   | 7     | 2.ª Regional | 13.º     |              |
| 1994-95   | 7     | 2.ª Regional | 14.º     |              |
| 1995-96   | 7     | 2.ª Regional | 16.º     |              |
| 1996-97   |       | No compite   |          |              |
| 1997-98   | 7     | 2.ª Regional | 14.º     |              |
| 1998-99   | 7     | 2.ª Regional | 15.º     |              |
| 1999-2000 | 7     | 2.ª Regional | 2.º      |              |

| Temporada | Nivel | Categoría           | Puesto | Copa del Rey |
| --------- | ----- | ------------------- | ------ | ------------ |
| 2000-01   | 7     | 2.ª Regional        | 3.º    |              |
| 2001-02   | 7     | 2.ª Regional        | 7.º    |              |
| 2002-03   | 7     | 2.ª Regional        | 4.º    |              |
| 2003-04   | 7     | 2.ª Regional        | 17.º   |              |
| 2004-05   | 7     | 2.ª Regional        | 18.º   |              |
| 2005-06   | 7     | 2.ª Regional        | 10.º   |              |
| 2006-07   | 7     | 2.ª Regional        | 8.º    |              |
| 2007-08   | 7     | 2.ª Regional        | 18.º   |              |
| 2008-09   | 7     | 2.ª Regional        | 11.º   |              |
| 2009-10   | 7     | 2.ª Regional        | 9.º    |              |
| 2010-11   | 7     | 2.ª Regional        | 1.º    |              |
| 2011-12   | 6     | 1.ª Regional        | 2.º    |              |
| 2012-13   | 5     | Regional Preferente | 16.º   |              |
| 2013-14   | 5     | Regional Preferente | 5.º    |              |
| 2014-15   | 5     | Regional Preferente | 2.º    |              |
| 2015-16   | 4     | 3.ª División        | 6.º    |              |
| 2016-17   | 4     | 3.ª División        | 11.º   |              |
| 2017-18   | 4     | 3.ª División        | 13.º   |              |
| 2018-19   | 4     | 3.ª División        | 12.º   |              |
| 2019-20   | 4     | 3.ª División        | 19.º   |              |
| 2020-21   | 4     | 3.ª División        | 16.º   |              |
| 2021-22   | 5     | 3.ª División RFEF   | 6.º    |              |
| 2022-23   | 5     | 3.ª Federación      | 10.º   |              |
| 2023-24   | 5     | 3.ª Federación      | 10.º   |              |
| 2024-25   | 5     | 3.ª Federación      |        |              |

## Palmarés

### Torneos autonómicos
- Subcampeón de Regional Preferente (1): 2014-15.
- Subcampeón de primera regional (1): 2011-12.
- Campeón de Segunda Regional (2): 1988-89 y 2010-11.
- Subcampeón de segunda regional (1): 1999-2000.